# Melvin R. Daniels Bridge
Le Melvin R. Daniels Bridge – ou Little Bridge – est un pont américain dans le comté de Dare, en Caroline du Nord. Ce pont routier permet à l'U.S. Route 64 de franchir le Roanoke Sound entre Pond Island et Bodie Island, dans le prolongement du William Baum Bridge.